# Systematická evoluce ligandů exponenciálním obohacením (SELEX)

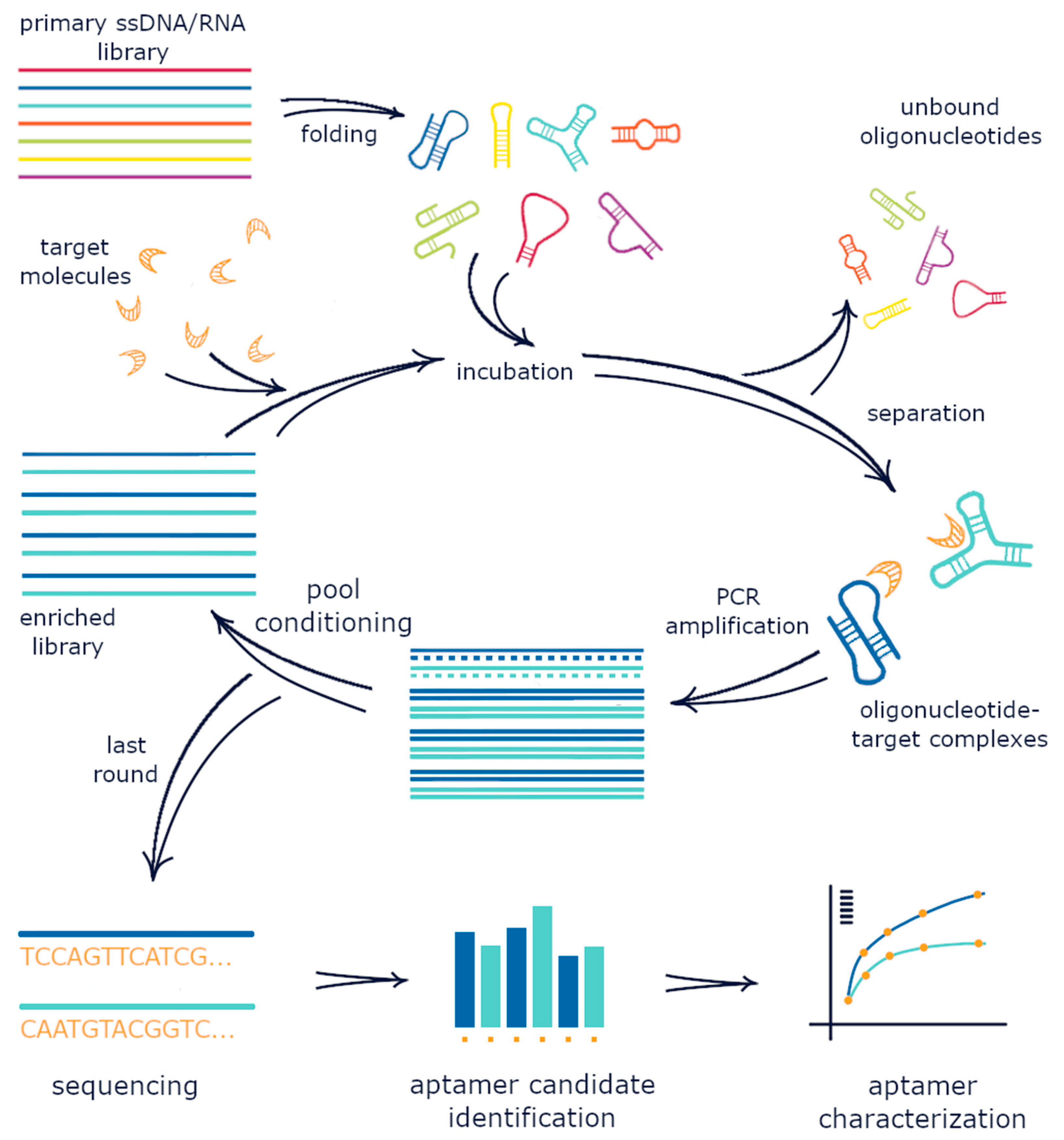
Schéma hlavních fází v experimentu SELEX

Systematická evoluce ligandů exponenciálním obohacením (SELEX), známá také jako in vitro selekce nebo in vitro evoluce, je technika kombinatorické chemie v molekulární biologii. Jejím cílem je produkce oligofágních nukleotidů, ať už jednovláknové DNA nebo RNA, které se specificky vážou na cílový ligand nebo skupinu ligandů. Tyto jednovláknové DNA nebo RNA se běžně označují jako aptamery. Ačkoli se SELEX stal nejčastěji používaným názvem pro tento postup, někteří výzkumníci jej dříve označovali jako SAAB (selected and amplified binding site – vybrané a amplifikované vazebné místo) a CASTing (cyclic amplification and selection of targets – cyklická amplifikace a selekce cílů). Metoda SELEX byla poprvé představena v roce 1990. V roce 2015 vyšlo v časopise Journal of Molecular Evolution speciální číslo na počest čtvrtstoletí od objevu SELEXu.

## Průběh
Proces začíná syntézou oligonukleotidové knihovny. Ta se skládá z náhodně generovaných sekvencí pevné délky, ohraničených konstantními 5' a 3' konci. Tyto konstantní konce slouží jako primery, zatímco malý počet náhodných oblastí by se měl specificky vázat na zvolený cíl. Pro náhodně generovanou oblast o délce n je počet možných sekvencí v knihovně, využívající konvenční DNA nebo RNA, 4n (n pozic se čtyřmi možnostmi (A, T, C, G) na každé pozici).
Sekvence v knihovně jsou vystaveny cílovému ligandu, který může být protein nebo malá organická sloučenina. Ty sekvence, které se na cíl nenavážou, jsou odstraněny, obvykle pomocí afinitní chromatografie nebo zachycením cíle na paramagnetických kuličkách. Navázané sekvence jsou poté eluovány a amplifikovány pomocí PCR, aby se připravily na následující kola selekce. Během těchto kol lze zvyšovat přísnost elučních podmínek, s cílem identifikovat sekvence s nejsilnější vazbou. Je však důležité si uvědomit, že výběr entit s extrémně vysokou, sub-nanomolární vazebnou afinitou nemusí ve skutečnosti zlepšit specifitu pro cílovou molekulu. Vazba mimo cíl na příbuzné molekuly by totiž mohla mít významné klinické dopady.